# Bataille de l'Escaut (1940)
Pour la bataille de 1944, voir Bataille de l'Escaut.
Seconde Guerre mondiale,
Bataille de France
Batailles
- Drôle de guerre
- Évacuation des civils de la ligne Maginot
- Mobilisation
- Offensive de la Sarre
- Baie de Heligoland
- Incident de Mechelen
- Plan Jaune
- Plan Dyle
- Luxembourg
- Ében-Émael
- Hannut

- Sedan
- Dinant
- Monthermé
- Givet
- La Horgne
- Gembloux
- Flavion
- Louvain
- Charleroi

- Stonne
- Montcornet
- La Sambre
- Arras

- L'Escaut
- Amiens
- La Lys
- Massacre de Vinkt
- Boulogne-sur-Mer
- Calais
- Poche de Lille
- Massacre du Paradis
- Abbeville
- Dunkerque
- Capitulation belge

- L'Aisne
- L'Ailette
- Opération Paula
- l’Exode
- Pont-de-l'Arche
- Opération Cycle
- Opération Ariel

- Les Alpes
- Vallon du Seuil
- Bombardement de Toulon
- Opération Vado
- La Loire
- Saumur
- La vallée du Rhône
- Bombardements de Marseille
- Menton (Pont-Saint-Louis)
- Combats aériens en Suisse
- Armistice du 22 juin

La bataille de l'Escaut est une série d'opérations militaires pendant la campagne de France au début de la Seconde Guerre mondiale. Elle oppose du 20 au 27 mai 1940 les forces alliées aux troupes allemandes venant de Belgique. La défense de l'Escaut, par l'Armée française, qui doit permettre au Groupe d'armées no 1 alors encerclé de s'organiser afin de tenter une percée vers le sud, s'appuie notamment sur les ouvrages fortifiés (casemates) du secteur fortifié de l'Escaut de la ligne Maginot. Pendant une semaine, les divisions de la Wehrmacht sont mises en échec sur le fleuve avant que les Alliés ne se replient sur la Lys puis sur Dunkerque.

## Contexte historique
Le 19 mai 1940, la 1re armée française repasse l'Escaut après avoir été défaite sur l'axe Wavre-Gembloux-Namur par les Allemands,. La veille, Anvers avait été prise. La 1re DIM subit de lourdes pertes à la suite de son repli sur la Dyle. Cette dernière reçoit alors l'ordre de se redéployer sur la rive ouest de l'Escaut entre Château-l'Abbaye et Bruay-sur-l'Escaut dans le département du Nord. Les 19-20 mai, les troupes du génie britanniques font sauter les ponts sur l'Escaut à Tournai.
Le 43e RI commandé par Veyrier Du Muraud prend position à Bruille-Saint-Amand, Notre-Dame-au-Bois et à Odomez.

## Les préparatifs
Dès le 20 mai, Gand est attaquée, alors que l'armée belge (renforcée par la 60e Division Française en Zelande) a organisé des positions défensives sur le canal Gand-Terneuzen, situé entre Audenarde et Terneuzen, au nord de la poche alliée. Les Allemands prennent quelques ponts à l'est de la position défensive de l'armée belge à Gand mais ceux-ci seront repris le lendemain lors d'une contre-offensive lors de laquelle s'illustrent notamment les chasseurs ardennais.
Le 21 mai, les artilleurs du 15e RA et du 215e RA pilonnent les Allemands qui tentent de traverser à Hergnies et de construire un pont flottant sur l'Étang d'Amaury. L'artillerie allemande réplique contre les positions françaises vers midi et ce jusqu'à la tombée de la nuit.
Le 22 mai, à l'aube, les tirs d'artillerie ennemis reprennent contre le secteur fortifié de l'Escaut, touchant des postes de commandement, des tranchées et des casemates.

## Déroulement de la bataille

### Les Allemands tentent de percer les lignes alliées (23-24 mai)
Le 23 mai, la 56. Infanterie-Division perce les lignes belges établies sur le canal Gand-Terneuzen, qui avait été évacuée au préalable dans la nuit du 22 au 23 mai pour se concentrer sur la rive gauche de l'Escaut. Quelques combats d'arrière-garde sont par ailleurs menés sur le canal de Bruges. Terneuzen sera prise le 24 mai. La 60e Division s'est repliée le long de la cote de Bruges à Zeebruges et fait barrage aux allemands dans le prolongement de l'armée belge.
Le 23 dans la nuit, les Allemands après avoir passé le pont d'Hergnies lancent une attaque. Celle-ci échoue et les Français tentent alors une contre-attaque afin de reprendre le terrain perdu près de la forêt. Le 110e RI repousse une attaque ennemie qui tente de déborder ses positions.
Le 24, les bombardements allemands continuent de faire rage. À l'aube, les Allemands profitent du brouillard afin de tenter une percée au niveau du carrefour de la côte 18 d'Hergnies. Les tentatives de contre-attaque du 43e RI échouent en raison des tirs d'artillerie ennemis. À la tombée de la nuit, le front devient statique et les Français parviennent à tenir la ligne de défense,.

### Arrivée des renforts allemands et repli des Alliés (25-26 mai)
Le 25, la 269. Infanterie-Division du général Wolfgang von Plotho (de) vient porter secours à la 217. Infanterie-Division tenue en échec par les Alliés. Les Allemands réitèrent leurs attaques, cette fois-ci sur un front large de 1 kilomètre en direction de Hauteville et des fortifications de Bruille-Saint-Amand. Le 43e RI soutenu par l'artillerie française livre alors une résistance acharnée à l'ennemi qui est repoussé. Les Allemands pilonnent alors à nouveau les ouvrages fortifiés français et les villages de l'Escaut.
Le 26 mai au matin, le cimetière de Hauteville défendu par le 110e RI est pris par les Allemands. Ces derniers encerclent ensuite Notre-Dame-au-Bois et prennent les fortifications de la ligne Maginot à revers. Les garnisons françaises tentent de les défendre coûte que coûte avant que l'ordre de retraite général ne soit donné dans la soirée. Les soldats français se replient alors vers Raismes et Bruille-Saint-Amand. Ainsi la 1re DIM à effectifs réduits a tenu tête à l'ennemi pendant six jours.
Le Commandement belge suggère une contre-offensive britannique entre la Lys et l'Escaut, mais le Corps expéditionnaire britannique est alors déjà sur le point de rembarquer à la suite de la prise d'Abbeville.

## Conséquences
Le front disloqué, les Alliés battent en retraite sur les ports de la Manche, déjà aux prises des Panzerdivisionen allemandes. Le 28 mai, alors que la Belgique capitule, le Corps expéditionnaire britannique rembarque à Dunkerque, rembarquement rendu possible grâce à la défense de Lille, de Boulogne-sur-Mer et de Calais par les troupes françaises.
Le 14 juin, après avoir sécurisé leur flanc nord, les Allemands entrent dans Paris mais les Français continuent de résister dans le cadre de la bataille des Alpes après que l'Italie ait déclaré la guerre à la France. L'échec de la défense de la Loire et de la vallée du Rhône par l'Armée française permet aux Allemands d'envahir le sud du pays. Un armistice sera signé le 22 juin 1940.